# Пенафорти
Пенафорти (порт. Penaforte)  —  муниципалитет в Бразилии, входит в штат Сеара. Составная часть мезорегиона Юг штата Сеара. Входит в экономико-статистический  микрорегион Брежу-Санту. Население составляет 7447 человек на 2006 год. Занимает площадь 190,428 км². Плотность населения — 39,1 чел./км².

## Статистика
- Валовой внутренний продукт на 2003 составляет 13.992.113,00 реалов (данные: Бразильский институт географии и статистики).
- Валовой внутренний продукт на душу населения на 2003 составляет 1.929,95 реалов (данные: Бразильский институт географии и статистики).
- Индекс развития человеческого потенциала на 2000 составляет 0,687 (данные: Программа развития ООН).